# Zacharias (påve)
Zacharias (alternativ stavning Sakarias), född i Kalabrien, död 15 mars 752 i Rom, var påve från den 3 december 741 till den 15 mars 752. Han var av samma grekiska släkt som företrädaren, Gregorius III. Zacharias vördas som helgon i Romersk-katolska kyrkan med festdag den 15 mars.

## Biografi
Genom att ge sitt bifall till den siste merovingiske kungens, Childerik III:s, avsättning och Pippin den lilles uppstigande på tronen lade han grunden till frankiska rikets och frankiska kyrkans nära förbindelse med Rom, en förbindelse, som sedermera blev av så stor betydelse för påvekyrkan. Med klokhet förstod Zacharias att skydda romerska stolens intressen gentemot langobarderna. 
Zacharias är begravd i Peterskyrkan. Hans efterträdare, Stefan, valdes till påve, men dog efter tre dagar av slaganfall innan han hann krönas. Därför räknas den nästföljande påven, Stefan II och inte Stefan, som Zacharias efterträdare.